# Adesmia pumila
Adesmia pumila är en ärtväxtart som beskrevs av Joseph Dalton Hooker. Adesmia pumila ingår i släktet Adesmia och familjen ärtväxter. Inga underarter finns listade i Catalogue of Life.